# Шицзянь-1
«Ши Цзянь-1» или SJ-1 (кит. упр. 实践一号, пиньинь Shí jiàn yī hào, палл. Шицзянь и хао, буквально: «Практика-1») — китайский технологический спутник. Второй искусственный спутник Земли, запущенный КНР.
Спутник был успешно запущен 3 марта 1971 года с космодрома Цзюцюань. 

## Конструкция
Конструкция спутника идентична запущенному ранее аппарату «Дунфан Хун-1».
Масса 221 кг. Оснащён магнитометром и детекторами космических лучей/рентгеновского излучения. 
Аппарат посылал научные и инженерные данные на Землю 12 дней, пока у него не закончился заряд аккумуляторов.